# Цзянь-ван
Цзянь-ван (кит. трад.: 簡王; піньїнь: Jiǎn) — 10-й ван Східної Чжоу, син і спадкоємець Дін-вана.
У 580 році Чен-гун, правитель держави Лу (родич правлячої династії в Чжоу), зазнав поразки від повсталої знаті, внаслідок чого відбувся занепад Лу. Цзянь-ван сприяв його відновленню на троні, але вже не міг розраховувати на значну підтримку з боку Лу. 